# دنيس بي. وليامز
دنيس بي. وليامز هو سياسي أمريكي، ولد في 8 يناير 1953 في ويلمنغتون في الولايات المتحدة. نشط حزبياً في الحزب الديمقراطي. وقد انتخب member of the Delaware House of Representatives ‏.